# Stilbomimus v-flavum
Stilbomimus v-flavum là một loài bọ cánh cứng trong họ Phalacridae. Loài này được Champion mô tả khoa học năm 1924.